# مکا (کالیفرنیا)

مکه (به انگلیسی: Mecca) نام یک ناحیه در شهرستان ریورساید، کالیفرنیا در آمریکا است.